# Tarakan (île)
Tarakan est une île indonésienne située dans la partie occidentale de la mer des Célèbes, faisant partie de la province du Kalimantan du Nord sur l'île de Bornéo. L'île a une superficie de 303 km2. Sa capitale est Tarakan, qui est également la plus grande ville de la province.

## Histoire
Elle est un lieu d'extraction de pétrole depuis 1906, et elle fut à ce titre envahie par l'empire du Japon le 11 janvier 1942, le lendemain de la déclaration de guerre du Japon aux Pays-Bas et à ses colonies.
À partir du 27 avril 1945, une escadre alliée dr l'amiral Russell S. Berkey composée de 3 croiseurs et 6 destroyers a pilonné pendant plusieurs jours les défenses japonaises de l'île pour préparer le débarquement américano-australien à venir du 1er mai.
Un débarquement australien en mai/juin 1945 permit à l'île de repasser sous le contrôle allié.